# Azamgarh
Azamgarh (hindi: आज़मगढ़, urdú: اعظم گڑھ) és una ciutat de l'Índia, capital del tashil d'Azamgarh, del districte d'Azamgarh (Uttar Pradesh), i de la divisió d'Azamgarh, a la vora del riu Tons 26° 04′ N, 83° 11′ E / 26.06°N,83.19°E. Té una població d'1.049.943 habitants (2001). Població el 1881 era de 18.528 (dos terços hindús i un terç musulmà) i el 1901 de 18.835 habitants.
Fou fundada vers el 1665 pel noble Azam Khan, fill de Vikramajit, descendent dels rajputs Gautam de Mehnagar a la pargana de Nizamabad; Vikramajit com altres membres de la família, era musulmà i va tenir dos fills Azam i Azmat i el primer va fundar la ciutat i el segon el fort d'Azmatgarh a la pargana de Sagri. El 1833 es va establir a la ciutat el Col·legi Nacional Shibli, fundat pel teòleg musulmà Shibli Nomani. El 1857 va estar uns mesos (juny a agost) sota control dels amotinats, i després fou assetjada per Kuar Singh del febrer a l'abril de 1858. El 1871 i 1894 unes crescudes del riu Tons van inundar la ciutat que ja havia patit altres inundacions del riu menys serioses fins que una conducció construïda entre 1896 i 1898 ho va evitar. El 1884 fou declarada municipalitat

## Fills il·lustres
- Badri Nath Prasad (1899-1966), matemàtic